# Ridolfo Campéggi
Pour les articles homonymes, voir Campéggi.
Ridolfo Campéggi, né en 1565 et mort en 1624, est un dramaturge, poète et librettiste bolonais.

## Biographie
Ridolfo Campéggi naît en 1565 à Bologne du comte Baldassarre et de Livia Martinenghi d'origine brescienne.
Dramaturge, poète et librettiste, il est auteur entre autres du poème Le lagrime di Maria Vergine (1618), de la tragédie Tancredi (1614), tiré du Decameron, et du conte pastoral Filarmondo (1605) avec l'interlude L'Aurora ingannata, mis en musique par Girolamo Giacobbi, pour lequel il écrit également quelques mélodrames (Andromeda etc.).
Ridolfo Campéggi meurt le 28 juin 1624 et est inhumé dans l'église bolognaise de l'Annunziata.
Canpeggi fut de son temps un des Iettrés les plus célebres dans le milieu littéraire de Bologne. Il fut parmi les fondateurs de I'Accademia dei Gelati. Sa correspondance inédite contient un grand nombre de lettres de poètes et d'intellectuels illustres de cette époque, de Giambattista Marino à Paolo Beni, jusqu'au cardinal Maffeo Barberini qui, dès 1623, devint pape sous le nom d'Urbain VIII.

## Œuvres
- Filarmindo favola pastorale del Rugginoso Gelato il co. Ridolfo Campeggi, Bologne, presso gli heredi di Gio. Rossi, 1605.
- Rime del Conte Ridolfo Campeggi nell'Accademia dei Gelati il Rugginoso ..., Parme, appresso Simone Parlasca, 1608.
- L'aurora ingannata, fauoletta del co. Ridolfo Campeggi, Bologne, per gli heredi di Gio. Rossi, 1608.
- Quattro pianti delle lagrime di Maria Vergine del co. Ridolfo Campeggi, Bologne, per Simone Parlasca,, 1609.
- Andromeda tragedia del co. Ridolfo Campeggi da recitarsi in musica in Bologna, Bologne, appresso Bartolomeo Cocchi, 1610.
- Il Tancredi tragedia di Ridolfo Campeggi nell'Academia de i Gelati il Rugginoso, Bologne, appresso Bartolomeo Cochi, 1614.
- Idilli del molto ill.re sig. conte Ridolfo Campeggi. L'amante schernito. La morte di Procri. La morte di Florigella ..., Venise, presso Giovanni Battista Ciotti, 1614. (date et lieu incertains)
- Le lagrime di Maria Vergine poema heroico del sig. co. Ridolfo Campeggi nell'Academia dei Gelati il Rugginoso, Bologne, appresso Sebastiano Bonomi, 1617.
- Il Reno sacrificante, attione dramatica in musica del sig. co. Ridolfo Campeggi, Bologne, per Sebastiano Bonomi, 1617.
- La Italia consolata epitalamio per le reali nozze del sereniss. Vittorio Amadeo ..., Bologne, presso Bartolomeo Cochi, 1619.
- Delle poesie del signor conte Ridolfo Campeggi, Venise, appresso Uberto Faber et compagni, 1620.
- La nave panegirico delle lodi della santità di N.S. papa Gregorio XV, Bologne, presso gli heredi di Bartolomeo Cochi, 1621.
- Racconto de gli heretici iconomiasti giustiziati in Bologna a' gloria di Dio della B. Vergine et per honore della patria, Bologne, ad instanza di Pelegrino Golfarini, 1622.
- La destruttione di Gierusalemme del sig. conte Ridolfo Campeggi, ..., Rome, per Lodovico Grignani, 1628.